# Бони (Атлантски Пиринеји)
Бони (фр. Bonnut) насеље је и општина у југозападној Француској у региону Аквитанија, у департману Атлантски Пиринеји која припада префектури Pau.
По подацима из 2011. године у општини је живело 695 становника, а густина насељености је износила 31,58 становника/km². Општина се простире на површини од 22 km². Налази се на средњој надморској висини од 129 метара (максималној 161 m, а минималној 66 m).

## Демографија
| 1962. | 1968. | 1975. | 1982. | 1990. | 1999. | 2011. |
| ----- | ----- | ----- | ----- | ----- | ----- | ----- |
| 707   | 707   | 715   | 704   | 682   | 668   | 695   |

График промене броја становника у току последњих година